# Bastion 36
Bastion 36 és una pel·lícula francesa de 2025 dirigida per Olivier Marchal i estrenada el 2025 a Netflix amb subtítols en català.
Aquest drama policial, coproduït entre Gaumont Production i Netflix France, és una adaptació de la novel·la Flics Requiem de Michel Tourscher, guanyador del gran premi VSD de novel·la policíaca del 2013.
El rodatge comença el març de 2024 a París.